# Valeri Leontiev
Valeri Iakovlevici Leontiev (în rusă Валерий Яковлевич Леонтьев, n. 19 martie 1949, Republica Komi) este un cântăreț rus. El este cunoscut drept unul dintre cei mai proeminenți artiști de muzică rusă. De-a lungul carierei sale de mai multe decenii, el a înregistrat peste de 30 albume, dintre care multe s-au vândut în milioane de exemplare.

## Albume lansate
- 1983 "Muse" ("Muze")
- 1984 "Dialogue"
- 1984 "Première"
- 1986 "Disco club 16 B"
- 1986 "Velvet season"
- 1987 «Valeri LEONTJEV»
- 1988 "I am - just a singer" ("Eu sunt - doar un cântăreț")
- 1990 "A matter of taste" ("O chestiune de gust")
- 1990 "Wicked Way"
- 1993 "Night"
- 1993 "Last night" ("Ultima noapte")
- 1993 "Full Moon"
- 1994 "Touch"
- 1994 "At the gate of the Lord" ("La poarta de la Domnul")
- 1995 "On the road to Hollywood" ("Pe drumul de la Hollywood")
- 1997 "Santa Barbara"
- 1999 "rope-dancer"  ("frânghie-dansator")
- 1999 "Everyone wants to love" ("Toată lumea vrea să iubesc")
- 2001 "Augustine"
- 2003 "Maple Leaf"
- 2004 "Night Call" ("Noapte de apel")
- 2005 "I fall into the heavens" ("Am cad în ceruri")
- 2008 "in Recital Concert Hall" (DVD) ("în Sala de concerte considerentul")
- 2009 "The years of wandering" ("de ani de rătăcire")